# Łuh
Łuh (ukr. Луг) – ukraińskie towarzystwo gimnastyczno-pożarnicze, utworzone w 1925 w II Rzeczypospolitej we Lwowie.
Utworzone z inicjatywy Romana Daszkewycza z zamiarem narodowo-patriotycznego wychowania młodzieży i przygotowania jej do walki o niepodległość Ukrainy. Kierowała rozwojem sportu wśród młodzieży ukraińskiej. Miała półwojskowy charakter, oprócz sportowego prowadziła również szkolenie wojskowe. Była również na wsi ośrodkiem życia kulturalnego, organizując święta sportu, wystawy, koncerty.
Powstała po zlikwidowaniu przez władze polskie w 1924 towarzystwa Sicz.
Struktura organizacyjna Łuhu składała się z trzech stopni:
- centralny oddział (we Lwowie),
- oddziały powiatowe,
- organizacje Łuhu w poszczególnych miejscowościach.

W 1929 towarzystwo liczyło na terenie Polski 700 kół prowincjonalnych i 50-100 tysięcy członków, objętych szkoleniem przysposobienia wojskowego. W 1939 liczyło 805 kół, w których działało ponad 50 tysięcy osób.
W latach 1935–1939 wydawano we Lwowie własną gazetkę Wisti z Łuhu.
Organizacja została zlikwidowana pod koniec 1939 przez władze sowieckie.
Według opinii dowódcy Korpusu Ochrony Pogranicza gen. bryg. Jana Kruszewskiego  wyrażonej w meldunku z 3 lipca 1936 do ministra spraw wojskowych gen. dyw. Tadeusza Kasprzyckiego, organizacja ukraińska „Łuh” uprawiała wrogą działalność w stosunku do państwowości polskiej. Dowódca KOP nie zgadzał się na prowadzenie szkolenia fizycznego przez „Łuh” na terenie pasa granicznego nawet pod nadzorem kadry zawodowej KOP. Występował też do właściwych władz administracji ogólnej o rozwiązanie struktur organizacyjnych na terenie pasa granicznego. Zgadzał się na prowadzenie WF pod nadzorem kadry zawodowej KOP przez organizację ukraińską „Łuh”  poza pasem granicznym.